# Anna oleśnicka
Anna oleśnicka, Anna Włodzisławowa, Anna Władysławowa, Anna sochaczewska (ur. 1420–1432, zm. 1481) – księżniczka oleśnicka z dynastii Piastów, księżna mazowiecka, ostatnia księżna sochaczewska, po dobrowolnej rezygnacji z rządów i zawarciu umowy z polskim władcą, której następstwem była inkorporacja dzielnicy sochaczewskiej do Królestwa Polskiego – tenutariuszka kolska.
W latach 1444–1455 księżna płocka i bełska jako żona Władysława (Włodzisława) I. W okresie 1455–1459 i 1462 opiekunka niepełnoletnich synów nominalnie rządzących Mazowszem Zachodnim. Księżna sochaczewska w latach 1455–1476, sprawująca władzę w zapisanej jej przez męża w 1451 oprawie wdowiej, na którą składały się miasta Sochaczew, Mszczonów, Białe Miasto, Bolimów, Raciąż i Wiskitki oraz wsie położone w ziemiach sochaczewskiej, płockiej i rawskiej.
W 1476 zrezygnowała z rządów w dzielnicy sochaczewskiej na rzecz króla Polski Kazimierza IV z dynastii Jagiellonów, który włączył ją do Korony. Jako rekompensatę otrzymała w dożywocie starostwo kolskie wraz z zamkiem w Kole i kilkudziesięcioma wsiami.

## Pochodzenie
Anna była młodszą córką księcia oleśnickiego Konrada V Kąckiego i jego żony Małgorzaty, urodzoną po Agnieszce. Przyszła na świat w latach 20. lub 30. XV wieku, najwcześniej około 1420, ewentualnie 1422, najpóźniej zaś w 1432. Jako jedyna Piastówna z linii oleśnickiej otrzymała imię Anna.

## Małżeństwo
W 1444 poślubiła księcia mazowieckiego Władysława I, władającego ziemiami: płocką, płońską z Płońskiem i Raciążem, wiskicką z Wiskitkami i zawkrzeńską oraz rawską i sochaczewską, a także księstwem bełskim (ruskim).
Do zawarcia małżeństwa doszło w połowie roku, co poświadcza wzmianka w Kalendarzu płockim, wedle której nieokreślona bliżej księżna została sprowadzona do stolicy 24 sierpnia 1444. Kontekst wyklucza inną władczynię niż płocka, poprzednia zaś księżna mazowiecka, bratowa Władysława I Małgorzata z Szamotuł, przybyła na Mazowsze w czerwcu 1442. Wpisy w Metryce książęcej uniemożliwiają uznanie miesięcy czerwca i lipca za możliwy do przyjęcia termin ślubu Anny z Władysławem. Do mariażu dynastycznego zachodniomazowieckiego Piasta i oleśnickiej Piastówny doszło więc najprawdopodobniej w sierpniu 1444. Ślub odbył się zapewne we Wrocławiu po 14 sierpnia, a sakramentu małżeństwa mógł udzielić stryj panny młodej, biskup wrocławski Konrad IV Starszy.
Mazowiecko-oleśnicką umowę małżeńską zawarto niewątpliwie z powodów politycznych, a inspiratorami związku mogli być stryjowie Anny, zwłaszcza Konrad VIII Młody, związany z krzyżakami prowincjał zakonu na Czechy i Morawy w Koronie Czeskiej. Ważnym czynnikiem, który doprowadził do tego korzystnego dla obu stron małżeństwa, była jednak z pewnością sytuacja rodzinna Władysława, którego starsi bracia nie pozostawili legalnych potomków płci męskiej. Krewni nowej księżnej płockiej utrzymywali z mazowieckim władcą zażyłe stosunki, wspomagając go m.in. na arenie międzynarodowej. W 1453 brat Anny Konrad IX Czarny, książę oleśnicki i kozielski, z inspiracji swojej siostry poślubił bratanicę jej męża Małgorzatę, która na rzecz stryja i jego dziedziców, a więc synów Anny, uroczyście zrzekła się pretensji do dóbr ziemskich po ojcu.
Posag księżniczki oleśnickiej wynosił 3 tysiące kop groszy praskich. Sumy posagowe i wienne zostały oprawione na ziemi sochaczewskiej oraz kilku miejscowościach położonych w ziemiach rawskiej i płockiej.

## Działalność

### Rządy opiekuńcze w księstwie płockim
Z małżeństwa śląskiej Piastówny z władcą płockim pochodzili dwaj synowie Siemowit VI i Władysław II. Po śmierci Władysława władzę nad księstwem płockim w imieniu jego małoletnich synów przejęła rada regencyjna. W jej skład weszli matka książąt i pięciu urzędników, którym przewodniczył biskup płocki Paweł Giżycki. W przeciwieństwie do innych księżnych mazowieckich, które sprawowały opiekę nad synami (Anny Bolkowej, Barbary Bolkowej czy Anny Konradowej), Anna Władysławowa nie używała jednak tytułów gubernatrix czy tutrix.
Regencja na Mazowszu Zachodnim i w księstwie bełskim trwała do stycznia 1459, gdy starszy syn Anny został uznany za pełnoletniego i objął władzę w imieniu własnym oraz nieletniego brata Władysława. W lipcu 1459 Siemowit VI przejął we władanie opróżnioną po śmierci stryjenki Małgorzaty ziemię gostynińską. Młody książę zmarł w nocy z 31 grudnia 1461 na 1 stycznia 1462. Ponieważ jego jedyny brat i spadkobierca był niepełnoletni, faktyczne rządy na Mazowszu Zachodnim i w ruskim księstwie bełskim powtórnie sprawowała rada regencyjna. Śmierć Władysława II nastąpiła już pod koniec lutego 1462.
W ostatnim dniu życia młodszy syn Anny zdążył sporządzić dokument, którym powiększał uposażenie matki o ziemię gostynińską z miastami Gostyninem, Gąbinem i Osmolinem oraz 20 wsiami, w tym m.in. Kozicami, Krobinem, Lipieńskiem, Muchnicami, Mysłownią, Ratajami, Sannikami, Siedlcami (Sielcami), Skrzanami, Starepolem (Staropolem) i Topolnem, a także częściami miejscowości Niedrzaków i Skórzewo. Nadanie nie zostało uznane przez biskupa Giżyckiego oraz urzędników gostynińskich i miejscową szlachtę jako dokonane bez ich zgody i wiedzy, w pośpiechu i niezgodnie z obowiązującą praktyką kancelaryjną, w dodatku przez osobę z racji wieku niezdolną do czynności prawnych.

### Okres walk o władzę w dzielnicy płockiej
W dziejach Mazowsza Zachodniego krótkie panowanie jedynych dzieci Anny było tylko „epizodem bez większego znaczenia, natomiast ich śmierć stworzyła zupełnie nową sytuację polityczną”. Synowie księżnej byli bowiem ostatnimi męskimi przedstawicielami zachodniomazowieckiej, młodszej gałęzi dynastii Piastów. Ponieważ żeńska przedstawicielka tej linii przebywała na Śląsku, a wszyscy męscy członkowie starszej, warszawsko-czerskiej gałęzi rodu byli nieletni, rozpoczęła się walka o dziedzictwo, do której włączyli się także obcy władcy. Rządy w opróżnionej dzielnicy przejęła na krótko ciotka zmarłych książąt Katarzyna, która była ówcześnie jedynym na Mazowszu dorosłym przedstawicielem miejscowych Piastów. „W zamieszkach, które wybuchły po zgonie Władysława II na obszarze południowego Mazowsza, Anna nie odegrała żadnej roli”.
Działania polskiego króla Kazimierza IV, który szybko zawarł umowę ze szlachtą bełską, doprowadziły do inkorporacji ruskiego księstwa ze stolicą w Bełzie do Korony w marcu 1462. Jesienią doszło do analogicznych porozumień ze szlachtą ziem gostynińskiej i rawskiej. Dzięki temu, a także wyrokowi sądu sejmowego w sporze o płockie dziedzictwo, który toczył się między Kazimierzem IV a księżnymi Katarzyną i Małgorzatą, pretendującymi do spadku po bratankach i braciach stryjecznych, w grudniu 1462 doszło do inkorporacji dwóch kolejnych ziem, które należały uprzednio do męża i dzieci księżnej Anny, do Królestwa Polskiego.
W czasie sporów o dziedzictwo Anna oleśnicka, która w latach 1455–1459 oraz przez niecałe dwa miesiące w 1462 sprawowała opiekę nad synami i krótkotrwałe rządy w dzielnicy płockiej, nie zgłaszała pretensji do ziem zajętych przez polskiego króla, mimo że mogła ubiegać się o władzę w ziemi gostynińskiej, przyznanej jej na łożu śmierci przez młodszego syna. Możliwe jednak, że już w 1462 zawarła porozumienie z Kazimierzem Jagiellończykiem, który zabezpieczył wcześniejszy stan posiadania księżnej, Anna zaś zrzekła się swoich praw do Gostynina i ewentualnych pretensji do innych ziem.

### Rządy w księstwie sochaczewskim

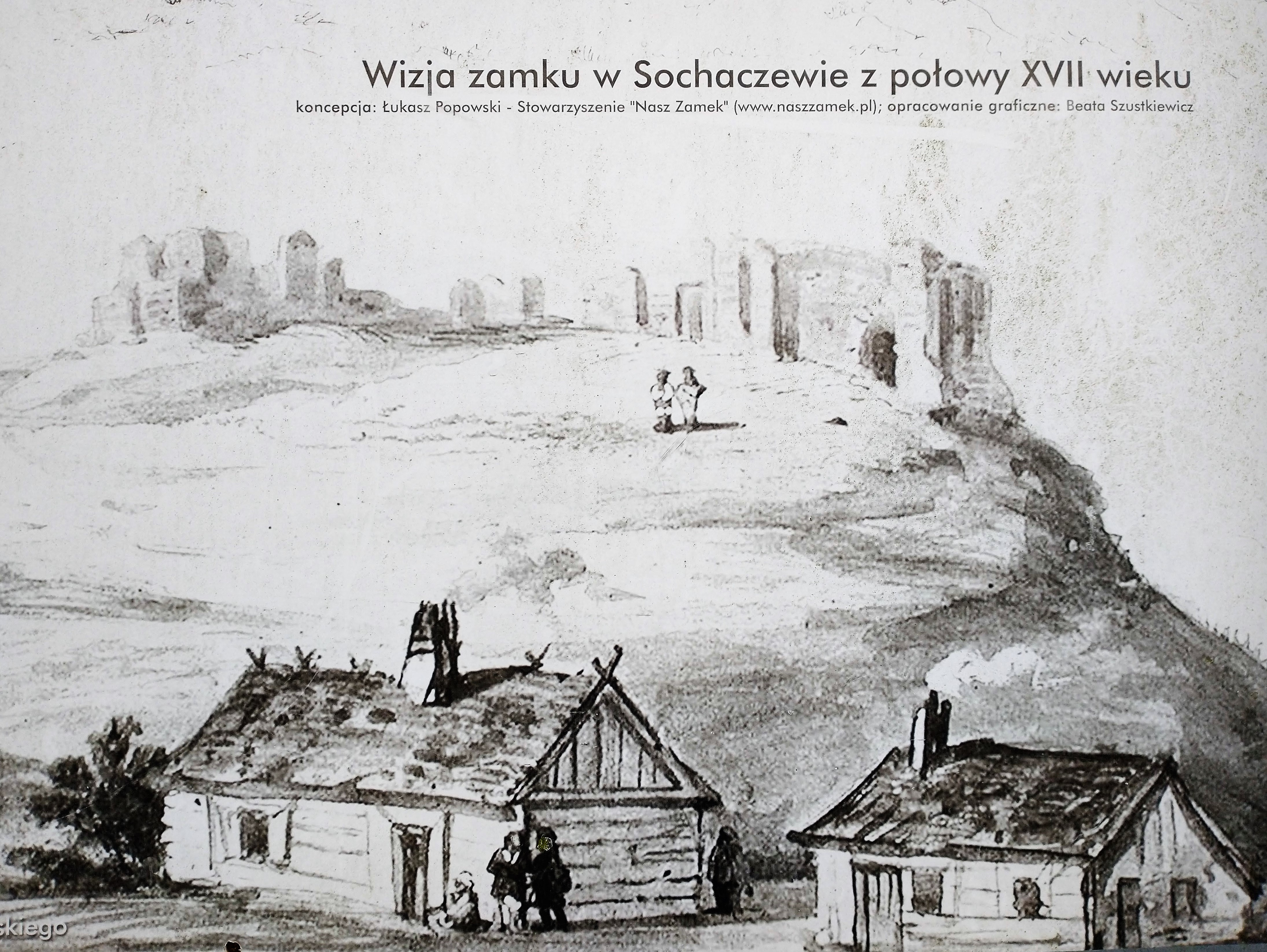
Przedstawienie wzgórza zamkowego w Sochaczewie w XVII stuleciu – z ruinami grodu rezydencjonalnego Anny w latach 1462–1476.

Po śmierci męża oleśnicka księżniczka weszła w posiadanie zapisanej jej we wrześniu 1451 oprawy wdowiej, której zasięg terytorialny pokrywał się w zasadzie z kasztelanią sochaczewską, obejmując 5 miast i 15 wsi, ponadto zaś 1 miasto i 3 wsie w ziemi rawskiej. Oprawę Anny stanowiły jednak również inne miejscowości poza tymi, które były wymienione w dokumencie z 1451, bowiem była ona np. właścicielką Czermna w księstwie gostynińskim, którym w latach 1442–1459 rządziła jej szwagierka.
Księżna sochaczewska posiadała pełnię władzy w dobrach oprawnych i jurysdykcję nad poddanymi wraz z prawem do wydobywania rud żelaza i czerpania dochodów z kar sądowych, z wyjątkiem jednak prawa do polowania na tury i uchylania się od udziału w wyprawach wojennych książąt płockich.
W marcu 1462, po pogrzebie młodszego syna, przeniosła się z Płocka do Sochaczewa. Nie przejawiała żadnych ambicji politycznych, zajmując się głównie kwestiami gospodarczymi. Z okresu rządów Anny w dobrach oprawnych zachowały się zarówno dokumenty, jak i zapiski związane z licznymi nadaniami księżnej na rzecz miast i wsi, instytucji kościelnych i osób świeckich.
W latach 60. i 70. XV wieku władczyni sochaczewska utrzymywała przyjazne stosunku z polskim monarchą, który m.in. zapisał jej dożywotnio czynsz płacony w złocie książętom mazowieckim przez arcybiskupów gnieźnieńskich oraz ofiarował szczerozłoty kielich.

### Inkorporacja ziemi sochaczewskiej do Korony za odszkodowaniem
W lutym 1476 księżna zrezygnowała z księstwa sochaczewskiego na rzecz polskiego króla Kazimierza IV. W ramach odszkodowania Jagiellończyk przekazał jej w dożywotnie władanie m.in. bogate starostwo kolskie, uwolnione od zapisanych na nim sum dłużnych, które po śmierci w 1474 Hińczy z Rogowa dzierżył podkomorzy łęczycki Dziersław z Bielaw i Młogoszyna.
Porozumienie księżnej sochaczewskiej z polskim królem, do którego doszło w wielkopolskim Kole na przełomie grudnia 1475 i stycznia 1476, na mocy którego miesiąc później Anna dobrowolnie przekazała Kazimierzowi ziemię sochaczewską, „jest trudne do wytłumaczenia”. Możliwe, że oleśnicka Piastówna obawiała się jakichś działań zaczepnych ze strony powinowatych i próby zajęcia jej ziem przez książąt Mazowsza Wschodniego, skonfliktowanych z Kazimierzem IV, którym sprzyjała koniunktura międzynarodowa. Porozumiewając się z księżną sochaczewską, polski władca zabezpieczał się przed zagrożeniem ze strony Konrada III i jego braci, którzy mogli stać się sprzymierzeńcami Macieja Korwina i krzyżaków, jak też gwarantował sobie sukcesję po Annie.

### Objęcie starostwa kolskiego

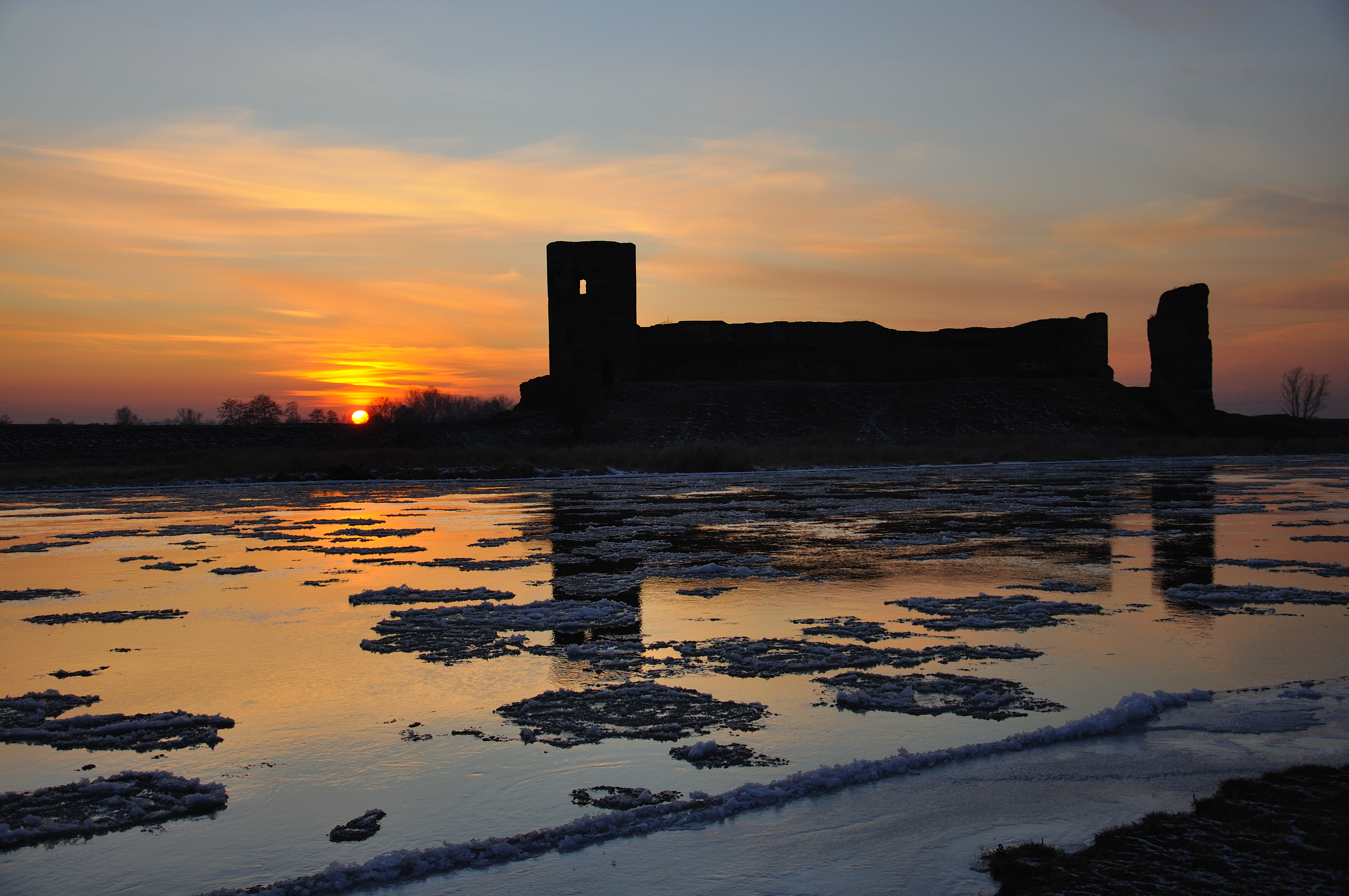
Ruiny kolskiego zamku – rezydencji Anny Władysławowej w latach 1476–1481.

Księżna Anna objęła w posiadanie miasta Koło i Brdów z zamkiem kolskim i dobrami obejmującymi 24 wsie, m.in. Białków, Byliczki, Czołowo, Dębinę, Dziurawy, Gąsiorów, Mniszek, Osiek, Ossowie, Ruchennę, Tarnowy Kierz (Tarnówkę), Trzęśniew i Wakowy. Monarcha zobowiązał się też oddać Annie miasto Mszczonów wraz ze wsią Zator, po wykupieniu ich z rąk kasztelanowej kaliskiej, w zamian za rezygnację księżnej z czynszu zapisanego jej na krakowskich żupach solnych.
Księżna zatrzymała ponadto część dóbr położonych w ziemi sochaczewskiej – miasto Bolimów z 6 wsiami: Czerwoną Niwą, Guzowem, Huminem, Starym Bolimowem, Starymi Wiskitkami i Wolą Miedniewską. Posiadłości, które wchodziły uprzednio w skład oprawy wdowiej Piastówny oleśnickiej, zostały jej ponownie nadane przez króla polskiego wraz z daninami miodnymi z Jaktorowa i Kozłowic.
W dokumentach z lat 1477–1478 Anna występowała jako tenutariuszka kolska, rezygnując z partykularnej tytulatury sochaczewskiej, ale używając jednocześnie do śmierci tytułu mazowieckiej księżnej. W przywilejach dla mieszczan kolskich z 1477 określała się jako „Anna z Bożej łaski księżna Mazowsza i Rusi, pani sochaczewska, pani i dziedziczka Śląska” oraz „tenutariuszka zamku kolskiego i wszystkich dóbr do niego przynależnych” czy też „właścicielka zamku kolskiego oraz wszystkich dóbr należących do wspomnianego zamku”. Nie są znane pieczęcie Anny (zachowały się tylko przywieszone do nich sznury). Biorąc pod uwagę odciski pieczęci innych władczyń mazowieckich, prawdopodobnie używała jedynie tłoków z tytulaturą ogólną.
Po inkorporacji ziemi sochaczewskiej do Korony jej była władczyni przebywała najczęściej w zamku w Kole, dbając również o rozwój miasta. W 1477 potwierdziła dokument lokacyjny Koła z 1362 oraz status kolskiego cechu kuśnierzy (pergaminy przechowywane w warszawskim Archiwum Głównym Akt Dawnych i we wrocławskim Ossolineum), a rok później zatwierdziła sprzedaż dziedzicznego wójtostwa w Kole radzie miejskiej. Ponadto wspierała miejscowy klasztor bernardyński, czyniąc na jego rzecz nadania.
W 1476 zawarła w Kole układ z arcybiskupem gnieźnieńskim Jakubem z Sienna, dotyczący kwestii prawnych i majątkowych. Zarządem tenuty zajmował się zaufany urzędnik Anny, kasztelan sochaczewski Sławiec z Niemygłów herbu Bolesta, jej następca na urzędzie starosty kolskiego.

## Śmierć

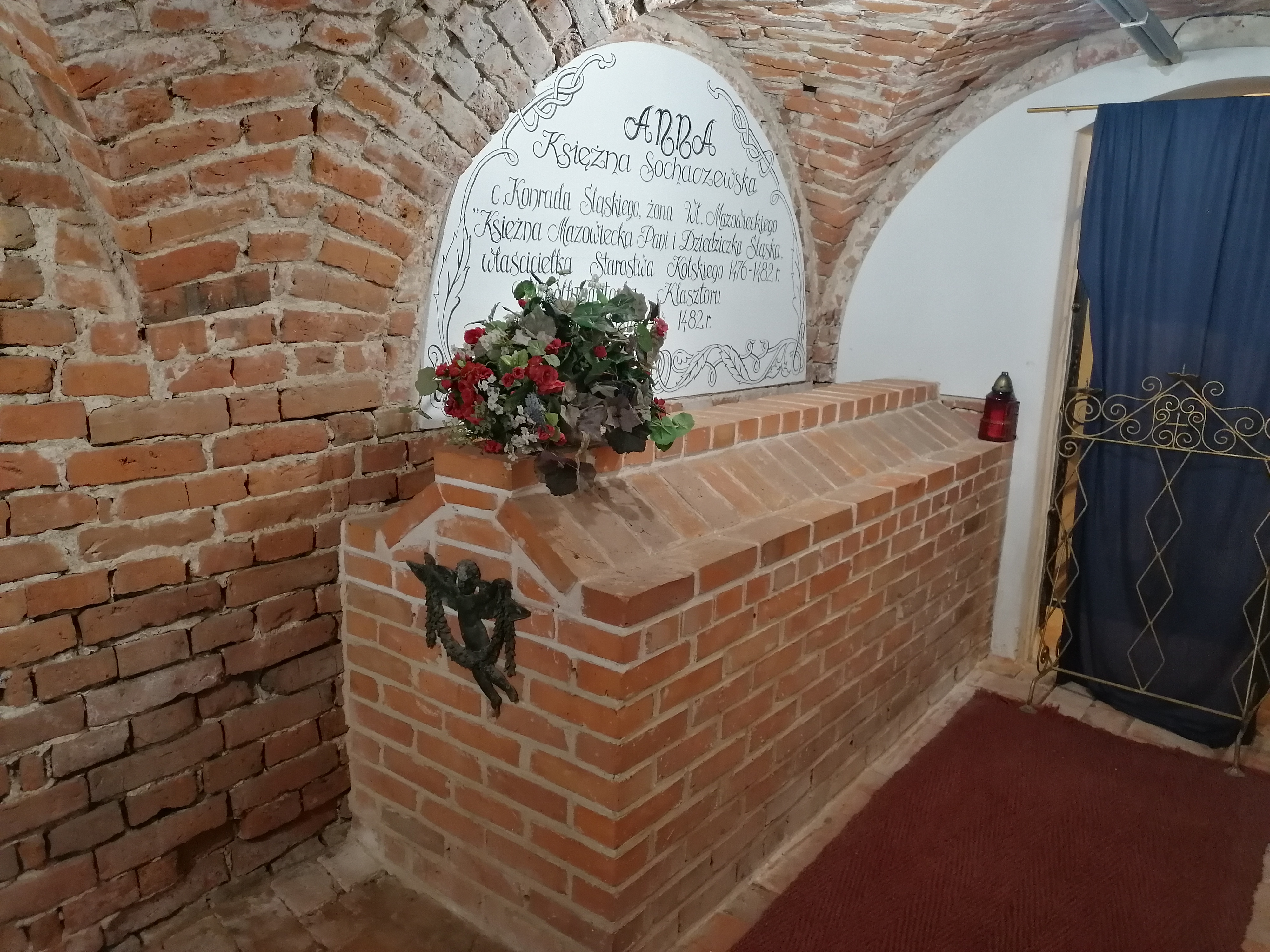
Symboliczny grobowiec Anny oleśnickiej w podziemiach kościoła klasztornego bernardynów w Kole

Księżna Anna zmarła krótko przed 29 marca 1481, co wynika z dokumentu jej brata Konrada X Białego. Prawdopodobnie stało się to w marcu. Chociaż w akcie, który zachował się w Archiwum Państwowym we Wrocławiu, Anna nie została wymieniona z imienia, to była jedyną siostrą księcia, która żyła po 1466.
Dokument wrocławski przeczy informacji zawartej w XVI-wiecznej kronice Jana z Komorowa, że kapituła generalna franciszkanów, która w sierpniu 1482 odbywała się w Kole, spotkała się z życzliwym przyjęciem księżnej Anny. Wcześniejszą datę jej śmierci potwierdza również list opata żagańskiego z marca 1482, z którego wynika, że siostra Konrada „frawe Anna herczugin in der Masse” wówczas już nie żyła.

## Pochówek
Została pochowana w krypcie pod głównym ołtarzem kościoła klasztornego bernardynów pw. Nawiedzenia Najświętszej Maryi Panny w Kole, którego była współfundatorką (zapisem testamentowym przeznaczyła m.in. 120 groszy na ukończenie nawy świątyni, zwanej w późniejszych czasach spelunką). Bernardyni, pamiętając o „osobliwszej dobrodziejce”, wmurowali w ścianę klasztoru tablicę upamiętniającą imię księżnej, umieszczając ją na czele dobrodziejów.
Pożar, który wybuchł w XVI wieku, zniszczył budowlę, „grzebiąc w gruzach popioły pierwszej fundatorki”. W trakcie prac remontowych, prowadzonych od lat 90. XX wieku, gotyckie podziemia, w których pochowano księżnę, zostały uporządkowane i udostępnione zwiedzającym. W tak zwanym dolnym kościele umieszczono dwa symboliczne grobowce – księżnej Anny oraz generała Franciszka Ksawerego Dąbrowskiego herbu Ogończyk   .